# Mangonel

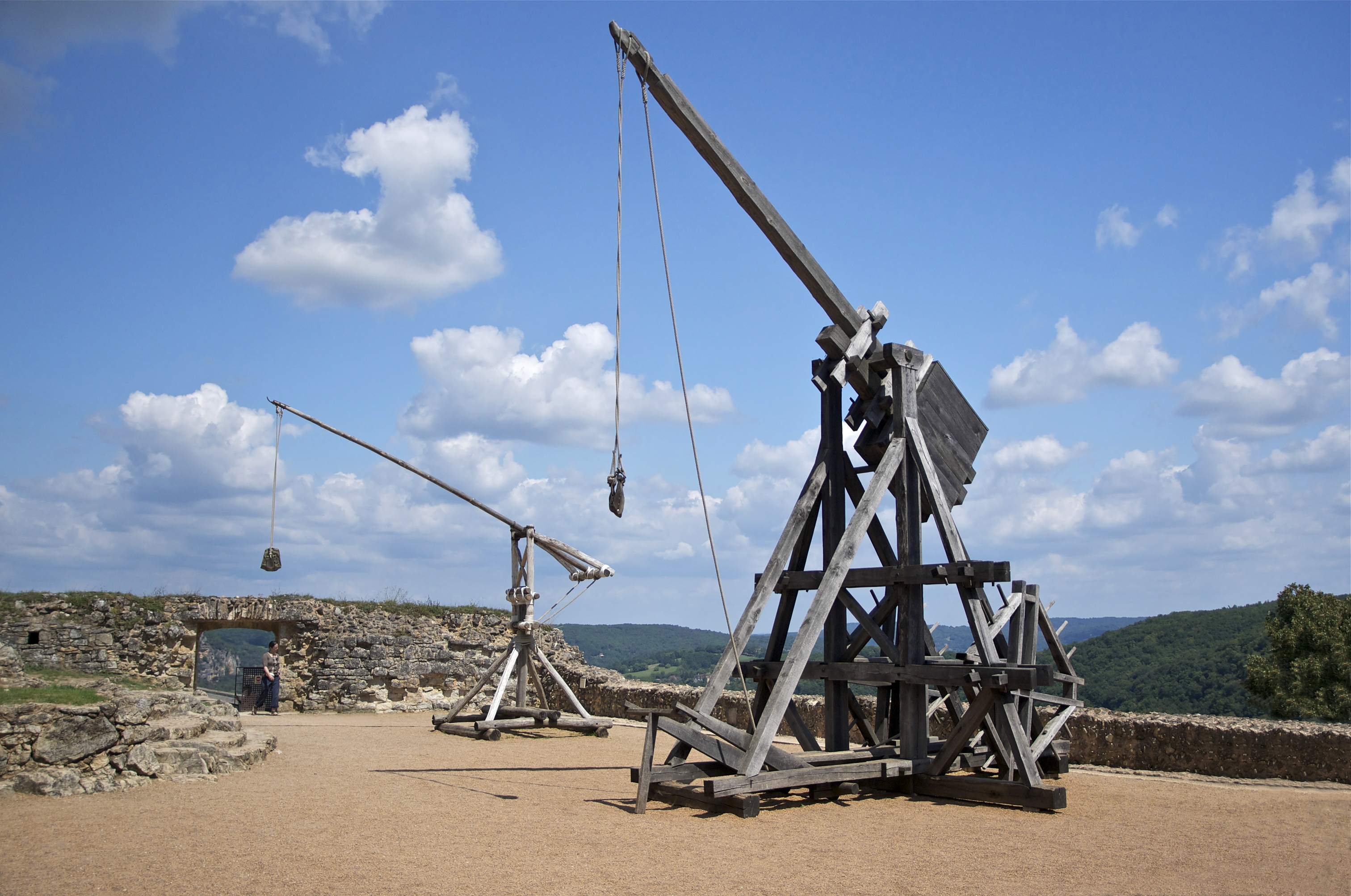
Twee slingerarmkatapulten: op de voorgrond een mangonel, op de achtergrond een pierrière.

De mangonel is een middeleeuws slingerarm-artilleriewapen. De mangonel is net als alle andere artilleriewapens uit de oudheid en vroege middeleeuwen een katapult; een wapen dat gebruikmaakt van mechanische energie om projectielen weg te schieten.
De mangonel is een voorloper van de veel bekendere en krachtigere trebuchet. Met zijn bruuske, plotselinge beweging is de trebuchet ideaal om stenen in een hoge paraboolbaan over muren te slingeren, maar een vlakke paraboolbaan is met deze machine niet mogelijk. Bij de mangonel is de hoogte en afstand van de projectielbaan instelbaar omdat de slingerarm een grotere boog maakt. Doordat de mangonel door zowel zwaartekracht als mankracht wordt aangedreven kan bovendien de projectielsnelheid verhoogd worden.

## Geschiedenis
Slingerarmkatapulten zijn gebaseerd op de stafslinger (Latijn: fustibalus), die weer is gebaseerd op het oeroude projectiel-handwapen de slinger. Al voor het begin van onze jaartelling bestonden in het oude China trekslingerkatapulten: in de teksten van de Chinees filosoof Mozi uit de 4e eeuw v.Chr. wordt een dergelijk apparaat beschreven. In zijn Strategikon uit de 6e eeuw schrijft de Byzantijnse keizer Mauricius over een slingerkatapult, een "naar twee kanten draaiende ballista". Aan het einde van de 6e eeuw verscheen de slingerarmkatapult ook in Europa.
Vroege slingerarmen zoals de pierrière werkten volledig op trekkracht, maar de mangonel maakt gebruik van een contragewicht in combinatie met mankracht. Het artilleriewapen stamt uit de 12e eeuw en kan projectielen van 100 kg wegslingeren. Een zware mangonel die steenkogels van 185 kilogram kon wegslingeren werd in 1218 gebruikt bij de belegering van Damietta.

## Werking

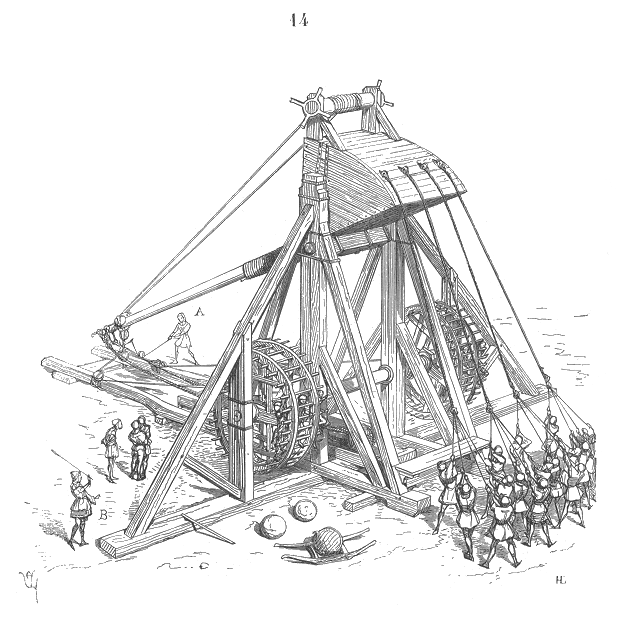
Een mangonel kort voordat deze wordt afgevuurd: een man staat klaar om de arm los te maken (A), de commandant staat klaar om het signaal te geven (B) en de trekploeg is klaar om het contragewicht omlaag te trekken (C).

De mangonel wordt geladen door de slingerarm te bevestigen aan een touw dat aan een treksysteem is verbonden. Dit kan een katrollensysteem, een versnellingsmechaniek of trekdieren zijn. Het treksysteem haalt de slingerarm omlaag, waarna deze wordt vastgezet en enkele mannen het projectiel in de slinger plaatsen. Als de mangonel is geladen wordt de slingerarm losgelaten terwijl tegelijkertijd de trekploeg van gemiddeld 20 man aan de touwen die aan het contragewicht zijn bevestigd trekken.
De mangonel werpt projectielen in een lagere boogbaan en met een hogere snelheid dan een trebuchet en is daarom een effectief belegeringswapen om het bovenste zwakkere deel van muren en verdedigingswerken te slopen of van verdedigers te ontdoen. Door de flexibiliteit is de mangonel ook uitermate geschikt voor gebruik op het slagveld. Meestal worden met het wapen stenen weggeslingerd, maar soms ook vuurpotten (om brand te stichten) of lichaamsdelen van dieren of mensen (om ziektes te verspreiden of de verdedigers te intimideren of demoraliseren).

## Etymologie
Mangonel komt van het Middeleeuws Latijnse manganellus, van Latijn manganum, van Grieks mágganon "oorlogsmachine". Mangonel is een Oudfrans woord; in hedendaags Frans wordt het wapen mangonneau genoemd. Een verouderde term voor mangonel is de Middelnederlandse benaming mangeneel, ook wel mangneel of magneel.
Met de Arabische term manajaniq worden verschillende katapultwapens aangeduid en met het moderne woord mangonneau wordt vaak ook de middeleeuwse variant van de Romeinse onager aangeduid, hoewel dit wapen anders werkt. De onager haalt zijn kracht uit het torsiemoment van de getordeerde pezen terwijl de mangonel gebruikmaakt van het hefboomeffect: de kleine beweging van het zware contragewicht op het korte stuk van de arm wordt omgezet in een grote beweging op de slingerarm.